# Tom Proctor
Tom Proctor, né aux États-Unis, est un acteur américain.

## Filmographie
Tom Proctor est connu pour des films et des séries télévisées tels que Des hommes sans loi, Justified, pour le rôle de Biddee dans Twelve Years a Slave, Django Unchained, Looper, Les Anges du bonheur et pour le rôle d'Horuz dans Les Gardiens de la Galaxie.
- 2016 : The Birth of a Nation de Nate Parker :